# Прекуле
Пре́куле (лит. Priekulė, нем. Prökuls) — город в Клайпедском районе Клайпедского уезда Литвы, является административным центром Прекульского староства. Население 1 644 человека (2010 год).

## География
Расположен на берегу реки Миния в 22 км от города Клайпеды и в 307 км от столицы страны — Вильнюса. Железнодорожная станция на линии Клайпеда — Советск.

## История
На месте Прекуле в XIII веке существовало куршское поселение Ламотина, впоследствии завоеванное Тевтонским Орденом. Впервые упоминается в 1511 году. Название Прёкуль (нем. Prökul), под которым известно с XVI века, образовано от фамилии владельца постоялого двора с трактиром Л. Прекола (Lukas Preckol). В1609 году, во время Польско-Шведской войны (1600—1611) Прёкулс был сожжён польско-литовскими войсками. До 1920 года входил в состав Пруссии.
C 1920 году по Версальскому договору был под контролем Лиги Наций. В результате Клайпедского восстания 1923 года был аннексирован Литвой.
В 1939 году край был аннексирован нацистской Германией и входил в неё до 23 октября 1944, когда был взят советскими войсками. Летом и осенью 1941 года в Прекуле находился Офлаг-63 (Prökuls/Fischborn-Lyse), где содержалось около 3000 советских военнопленных (комендант лагеря — майор Фоке (нем. major Focke)).
По решению Потсдамской конференции после окончания Второй мировой войны был включён в состав Советской Литвы, СССР. Статус города получил в 1946 году. В 1950—1959 годах был центром Прекульского района.
С 1995 года является центром одноимённого староства. 19 декабря 2002 года получил герб.

## Население
| жителей | 1 931 | 1 864 | 1 826 | 1 725 | 1 644 |

| Год  | Численность | Численность |
| ---- | ----------- | ----------- |
| 1905 | 521         |             |
| 1925 | 1101        |             |
| 1959 | 1823        |             |
| 1970 | 1931        |             |
| 1979 | 1864        |             |
| 1989 | 1826        |             |
| 2001 | 1729        | [ 5 ]       |
| 2002 | 1701        | [ 5 ]       |
| 2003 | 1676        | [ 5 ]       |
| 2004 | 1664        | [ 5 ]       |
| 2005 | 1625        | [ 5 ]       |
| 2006 | 1587        | [ 5 ]       |
| 2007 | 1557        | [ 5 ]       |
| 2008 | 1531        | [ 5 ]       |
| 2009 | 1504        | [ 5 ]       |
| 2010 | 1474        | [ 5 ]       |
| 2011 | 1425        | [ 5 ]       |
| 2012 | 1391        | [ 5 ]       |
| 2013 | 1372        | [ 5 ]       |
| 2014 | 1357        | [ 5 ]       |
| 2015 | 1321        | [ 5 ]       |
| 2016 | 1287        | [ 5 ]       |
| 2017 | 1262        | [ 6 ]       |
| 2018 | 1251        | [ 7 ]       |
| 2019 | 1255        | [ 5 ]       |
| 2020 | 1230        | [ 5 ]       |
| 2021 | 1245        | [ 5 ]       |
| 2022 | 1233        | [ 5 ]       |
| 2023 | 1251        | [ 5 ]       |

## Экономика
В советский период работали маслосыродельный и кафельный заводы.

## Достопримечательности
- Костёл Святого Антония Падуанского, построен в 1938 году.
- Ипподром, на котором проходят конные соревнования с преодолением препятствий.

## Герб и флаг
Флаг повторяет цвета и фигуры герба 2002 года (художник Роландас Римкунас). Наездник на гарцующем коне символизирует конные соревнования, которыми известен Прекуле. Лосось водится в реке Миния.

## Известные жители
- Ева Симонайтите — литовская писательница, народная писательница Литовской ССР.
- Эрнст Вихерт — немецкий драматург и писатель.

## Галерея

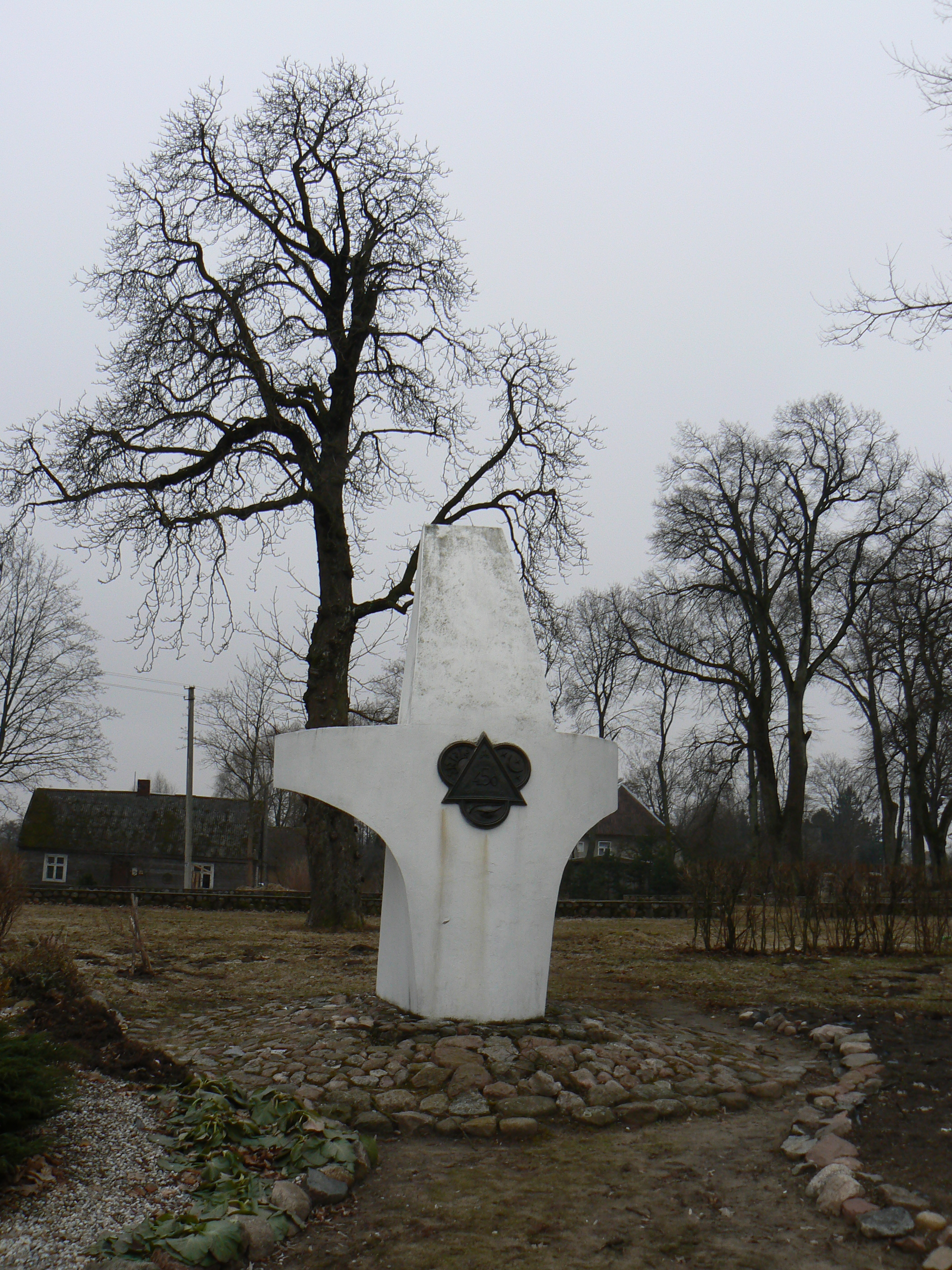
Монумент 450-летию города
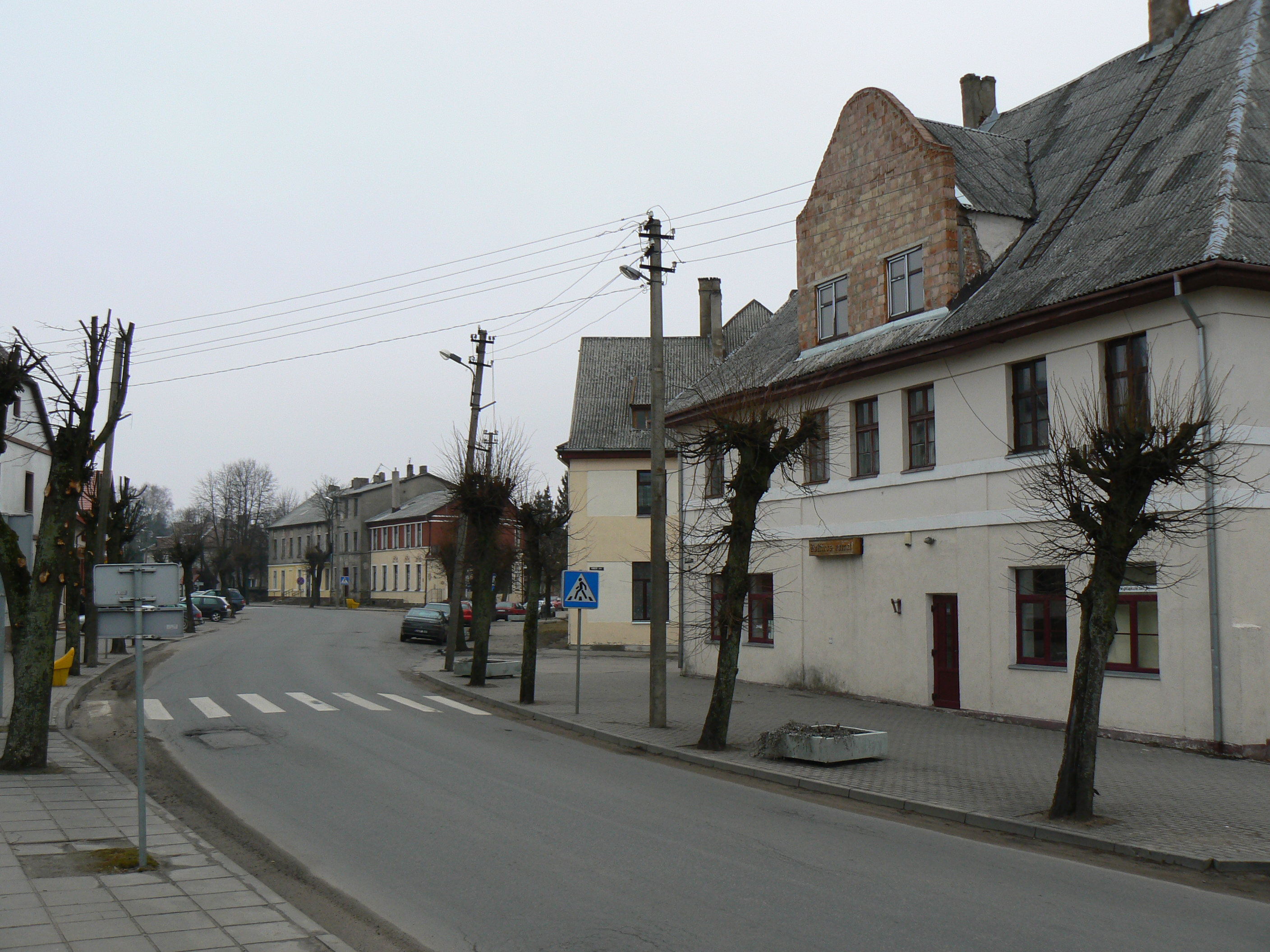
Клайпедская улица в Прекуле
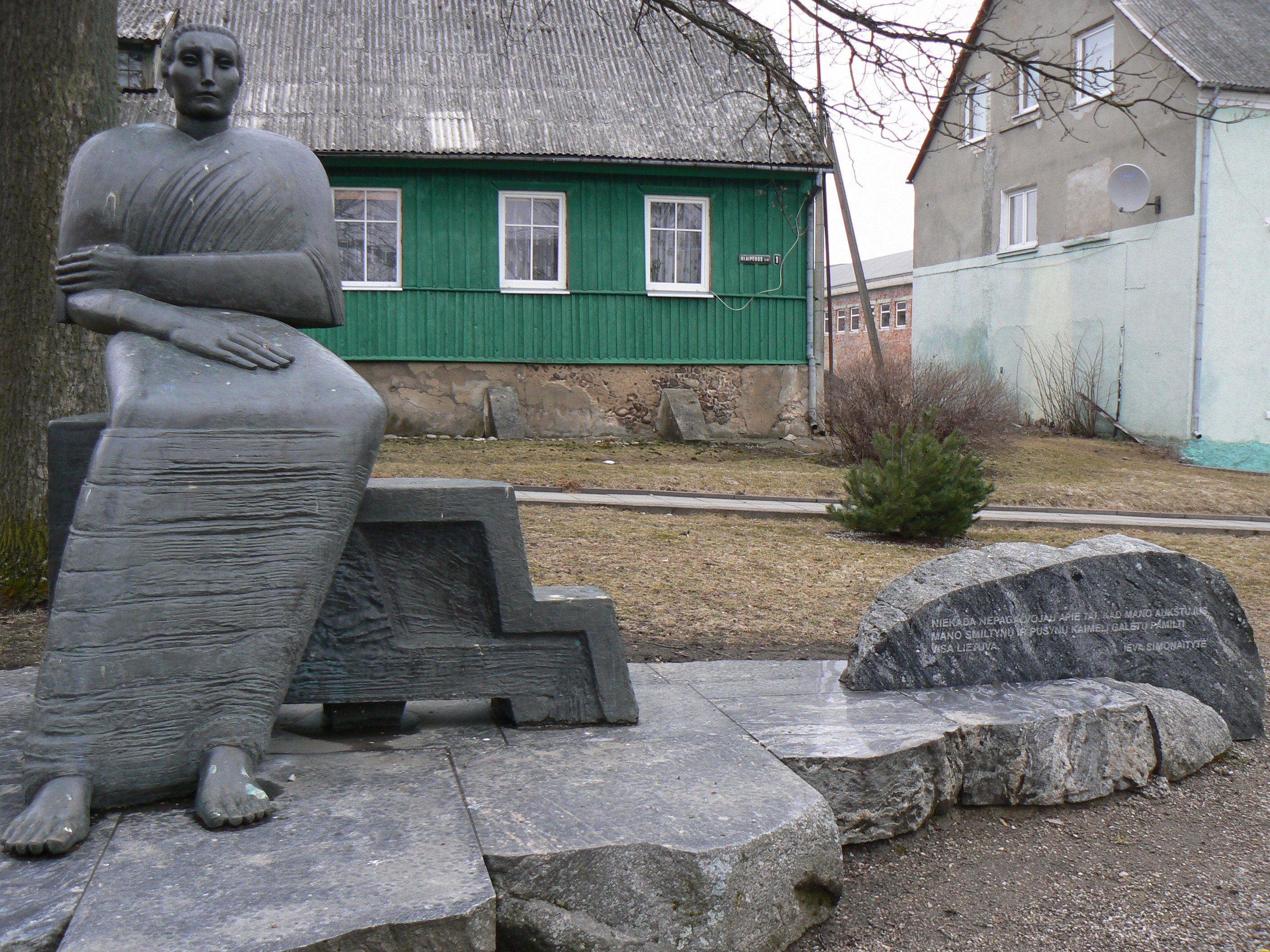
Памятник Еве Симонайтите
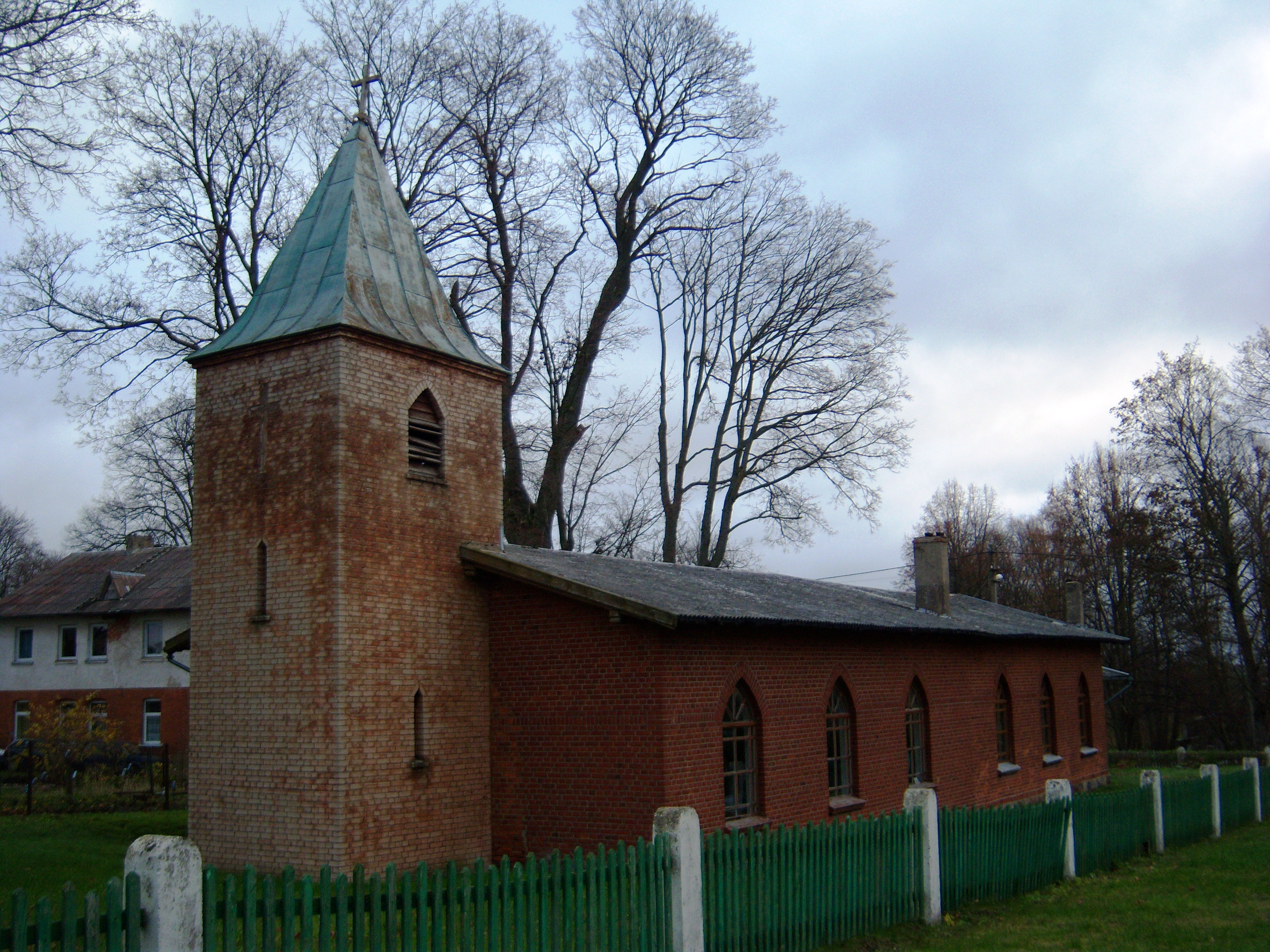
Евангелическо-лютеранская церковь
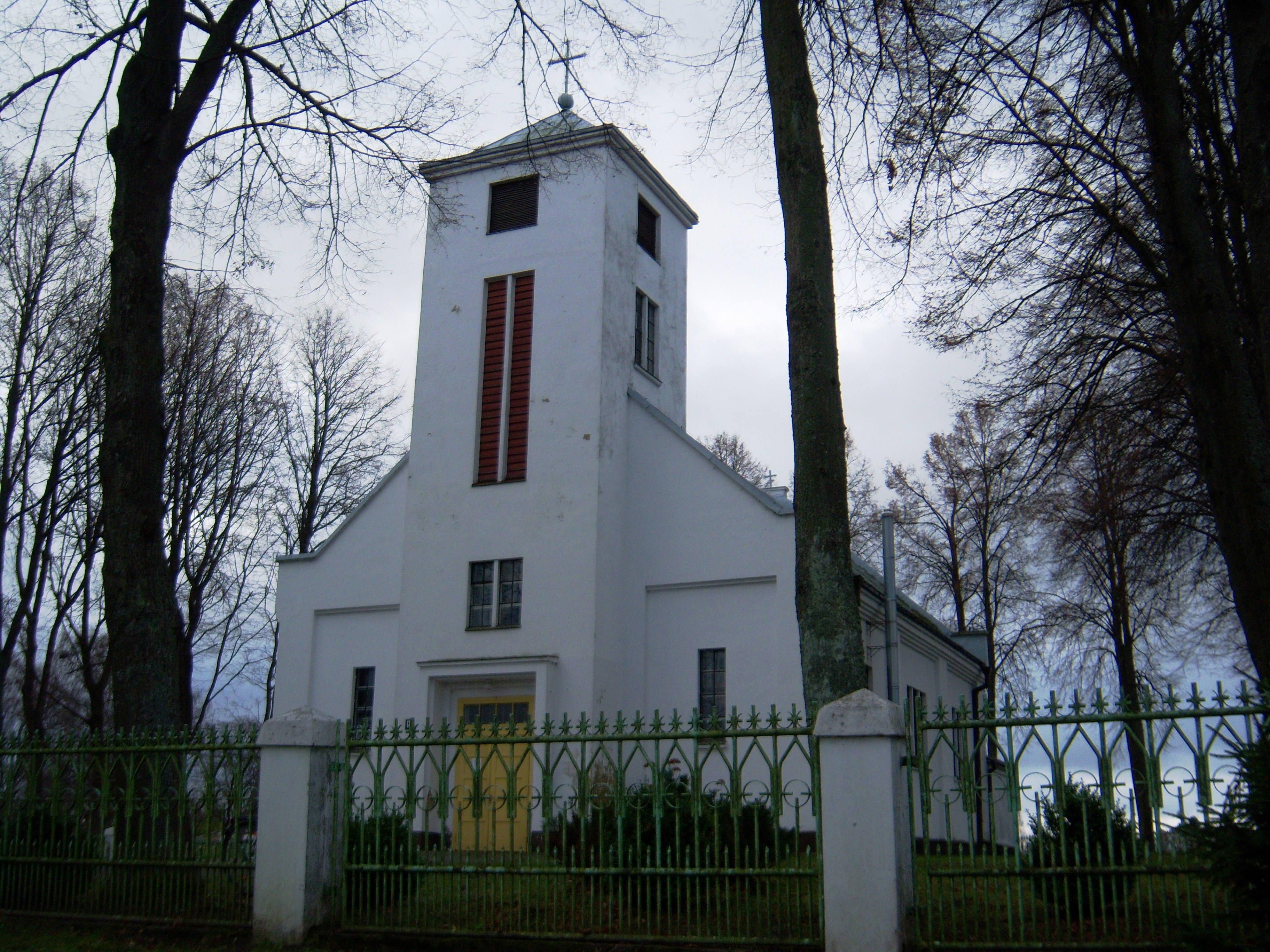
Костёл Святого Антония Падуанского